# Tuluata (Ort)
Tuluata ist ein osttimoresischer Ort im Suco Bobonaro (Verwaltungsamt Bobonaro, Gemeinde Bobonaro).
Das Dorf liegt im Westen der Aldeia Tuluata, auf einem Bergrücken, mit einer Meereshöhe von 676 m. Nordwestlich schließt sich das Dorf Mautaloh an. Nördlich auf der anderen Seite eines Tals befindet sich das Dorf Holital.
Zum Dorf gehört ein Friedhof.